# HD 9446
Désignations

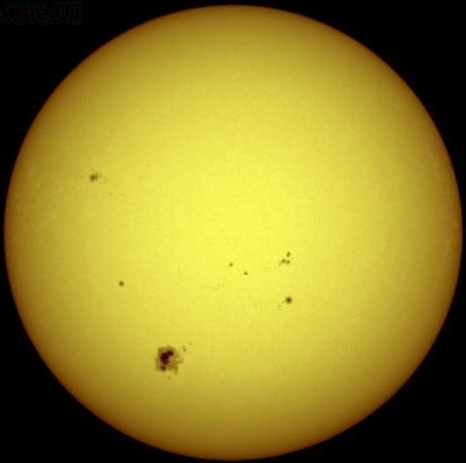
Le Soleil, un exemple de naine jaune.

HD 9446 est une étoile quasiment identique au Soleil située à environ 164 années-lumière (50,4 pc) du Système solaire dans la constellation du Triangle. Il s'agit d'une naine jaune de masse semblable au Soleil, de même rayon et de même luminosité.
Un système planétaire à deux corps a été détecté autour de cette étoile le 5 janvier 2010 par la méthode des vitesses radiales :
| Planète                        | Masse (MJ)    | Demi-grand axe (UA) | Période orbitale (d) | Excentricité |
| ------------------------------ | ------------- | ------------------- | -------------------- | ------------ |
|                                |               |                     |                      |              |
| HD 9446 b                      | ≥ 0,70 ± 0,06 | 0,189 ± 0,006       | 30,052 ± 0,027       | 0,20 ± 0,06  |
| HD 9446 c                      | ≥ 1,82 ± 0,17 | 0,654 ± 0,022       | 192,9 ± 0,9          | 0,06 ± 0,06  |
|                                |               |                     |                      |              |
| Système planétaire de HD 9446. |               |                     |                      |              |